# Ovidiu Dănănae
Ovidiu Liviu Dănănae (Craiova, 26 agosto 1985) è un ex calciatore rumeno, di ruolo difensore.